# Bixessarri
Bixessarri és un nucli de població del Principat d'Andorra situat a la parròquia de Sant Julià de Lòria. L'any 2009 tenia 40 habitants.
El nom del poble presenta molta variació en la pronúncia (Bixissarri, Bixisarri, Bixessarri, Bixesarri, Bissisarri), el comú de Sant Julià de Lòria va demanar a la Comissió de Toponímia d'Andorra l'opció Bissisarri, mentre que els caps de casa del poble van demanar l'opció que s'ha mantingut Bixessarri que és com apareix a diverses obres de referència.
Degut a l'antiga distribució geogràfica de l'euskera, s'especula que "Bixessari" és un altre rastre més de la distribució geogràfica de l'euskera que va dominar fins a l'alta edat mitjana.